# Dick Been
Dirk (Dick) Been (Amsterdam, 28 december 1914 – aldaar, 20 mei 1978) was een Nederlands voetballer.
Been speelde in de jaren dertig als verdediger voor Ajax. Hij debuteerde op 19 april 1936 in een wedstrijd tegen Feyenoord en speelde zijn laatste wedstrijd tijdens het seizoen 1940-1941. In totaal speelde hij 78 wedstrijden voor Ajax. In 1938 werd hij samen met ploeggenoot Wim Anderiesen door coach Bob Glendenning bij de selectie van het Nederlands elftal voor het WK voetbal 1938 in Frankrijk gehaald. Hij kwam echter niet aan spelen toe. Vanaf medio 1941 speelde hij bij Ajax in het veteranenteam. Tijdens de Tweede Wereldoorlog was Been in Duitsland tewerkgesteld. Hij speelde daar van 1942 tot 1944 voor Hamburger SV.
Been was van 1948 tot haar overlijden in 1951 getrouwd met Dirkje Lissenburg. In 1962 hertrouwde hij met zangeres Mary Scotty (pseudoniem van Marie Schotanus 1920-1999). Hij overleed in 1978 aan keelkanker.